# Шилеконка
Шилеконка (Широконька) — река в России, протекает по Кинешемскому району Ивановской области. Устье реки находится в 13 км по правому берегу реки Ёлнать. Длина реки составляет 16 км, площадь водосборного бассейна — 88,3 км².
Исток реки у деревни Шанино в 30 км к юго-востоку от Кинешмы. Река течёт на юго-восток, затем на северо-восток. Долина реки плотно заселена, на берегах реки расположены деревни Шанино, Крайниково, Воскресенское, Шумовская, Скоково, Афачиха, Шилекша, Олешево, Лапшиново, Самсониха, Козлиха, Нестерово. Впадает в Ёлнать напротив деревни Трегубово.

## Данные водного реестра
По данным государственного водного реестра России, относится к Верхневолжскому бассейновому округу, водохозяйственный участок реки — Волга от города Кострома до Горьковского гидроузла (Горьковское водохранилище), без реки Унжа, речной подбассейн реки — Волга ниже Рыбинского водохранилища до впадения Оки. Речной бассейн реки — (Верхняя) Волга до Куйбышевского водохранилища (без бассейна Оки).
Код объекта в государственном водном реестре — 08010300412110000013889.